# Оріхово (Дебьоський район)
Орі́хово (рос. Орехово) — присілок в Дебьоському районі Удмуртії, Росія.

## Населення
Населення — 7 осіб (2010; 9 в 2002).
Національний склад станом на 2002 рік:
- удмурти — 100 %

## Урбаноніми[3]
- вулиці — Нагірна, Оріхівська